# Cyanopepla brasilicola
Cyanopepla brasilicola là một loài bướm đêm thuộc phân họ Arctiinae, họ Erebidae.